# قتل عام کولفکس

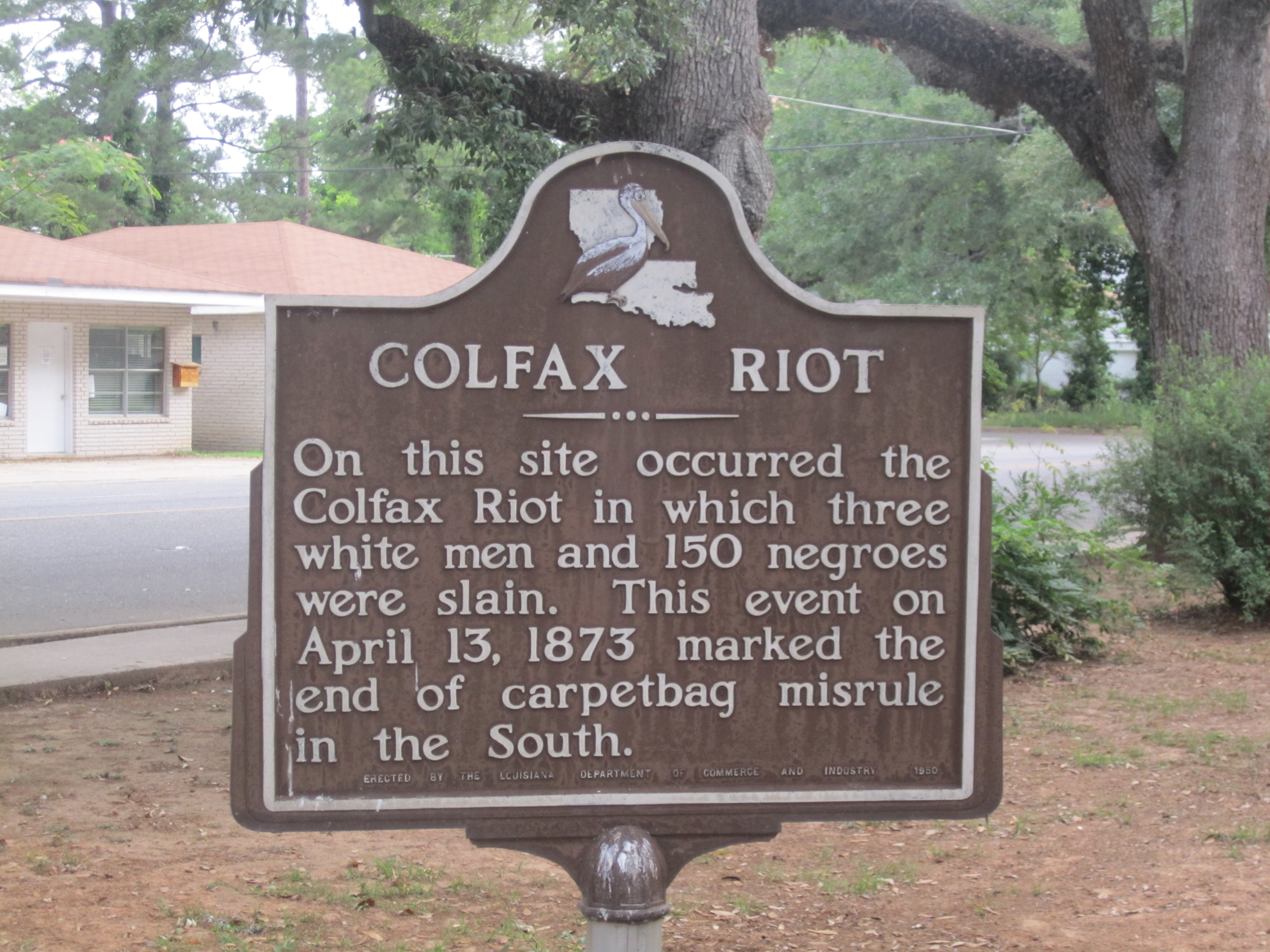
نشانگر تاریخی سابق در کولفکس. این نشانگر که در سال ۱۹۵۰ نصب شد، در ماه مه ۲۰۲۱ به دلیل زبانی که گفته می‌شد مغرضانه بود، برداشته شد (از اصطلاح «شورش» استفاده می‌کند و به این حادثه به عنوان «پایان حکومت نادرست کیسه فرش در جنوب» اشاره می‌کند).

قتل عام کولفکس، که گاهی به آن شورش کولفکس نیز گفته می‌شود، در یکشنبه عید پاک، ۱۳ آوریل ۱۸۷۳، در کولفکس، لوئیزیانا، مقر کلیسای گرانت پریش رخ داد. تخمین زده می‌شود که ۶۲ تا ۱۵۳ مرد شبه نظامی سیاه‌پوست هنگام تسلیم شدن به گروهی از سربازان سابق کنفدراسیون و اعضای کوکلوکس کلان کشته شدند. سه مرد سفیدپوست نیز در جریان این درگیری جان خود را از دست دادند
پس از انتخابات رقابتی در سال ۱۸۷۲ برای فرماندار لوئیزیانا و دفاتر محلی، گروهی از مردان سفیدپوست مسلح به تفنگ و یک توپ کوچک بر آزادگان سیاه‌پوست و شبه نظامیان ایالتی که ساختمان دادگاه گرانت پریش در کولفکس را اشغال کرده بودند، غلبه کردند. بیشتر آزادگان پس از تسلیم شدن کشته شدند و نزدیک به ۵۰ نفر دیگر در اواخر همان شب پس از چند ساعت زندانی بودن کشته شدند. تخمین‌ها از تعداد کشته‌شدگان در طول سال‌ها متفاوت بوده و از ۶۲ تا ۱۵۳ نفر متغیر بوده‌است. سه سفیدپوست مردند، اما تعیین تعداد قربانیان سیاه‌پوست دشوار بود، زیرا بسیاری از اجساد به رودخانه سرخ انداخته شدند یا برای دفن، احتمالاً در گورهای دسته جمعی،منتقل شدند.
اریک فونر مورخ این قتل عام را بدترین نمونه خشونت نژادی درجریان بازسازی توصیف کرد.در لوئیزیانا، بیشترین تلفات را در میان رویدادهای خشونت‌آمیز متعددی داشت که پس از رقابت مناقشه برانگیز فرمانداری در سال۱۸۷۲ بین جمهوری خواهان و دموکرات‌ها رخ داد. فونر نوشت: «... همه انتخابات [در لوئیزیانا] بین سال‌های۱۸۶۸ و۱۸۷۶ با خشونت گسترده و تقلب فراگیر مشخص شد». اگرچه «هیئت بازگشت» ایالت تحت تسلط فیوژنیست‌ها، که در مورد اعتبار رأی رای می‌داد، در ابتدا جان مک انری و فهرست دموکرات‌های او را برنده اعلام کرد، هیئت در نهایت تقسیم شد و جناحی جمهوری‌خواه ویلیام پی کلوگ را پیروز اعلام کرد. یک قاضی فدرال جمهوری‌خواه در نیواورلئان حکم داد که مجلس قانونگذاری با اکثریت جمهوریخواه مستقر شود.
تعقیب قضایی فدرال و محکومیت چند عامل در کولفکس توسط قوانین اجرایی به دادگاه عالی تجدید نظر شد. در یک پرونده بزرگ، دادگاه در مورد ایالات متحده علیه.کرویک‌شانک(۱۸۷۶) که حمایت‌های متمم چهاردهم شامل افرادی نمی‌شود که به صورت انفرادی عمل می‌کنند، بلکه فقط اعمال دولت‌های ایالتی را شامل می‌شود. پس از این حکم، دولت فدرال دیگر نمی‌توانست از قانون اجرایی۱۸۷۰ برای تعقیب اقدامات گروه‌های شبه‌نظامی مانند لیگ سفید استفاده کند که در سال ۱۸۷۴ شعبه‌هایی در سراسر لوئیزیانا شکل گرفت. ارعاب، قتل، و سرکوب رای‌دهندگان سیاهپوست توسط چنین گروه‌های شبه نظامی برای بازپس‌گیری کنترل سیاسی مجلس قانونگذاری ایالتی توسط حزب دموکرات در اواخر دهه۱۸۷۰، ابزاری بود.
در اواخر قرن بیستم و اوایل قرن بیست و یکم، مورخان توجه جدیدی به وقایع کولفکس و پرونده دادگاه عالی در نتیجه آن معطوف کردند.

## یادداشت
1. 1 2  Eric Foner, Reconstruction: America's Unfinished Revolution, 1863–1877, p. 437
2. ↑  Ulysses S. Grant, People and Events: "The Colfax Massacre", PBS Website بایگانی‌شده  در ۱۰ نوامبر ۲۰۰۹ توسط Wayback Machine, accessed April 6, 2008
3. ↑  "In a small Louisiana town, two monuments to white supremacy stand on public ground" (به انگلیسی). Southern Poverty Law Center. Retrieved March 2, 2021.
4. ↑  Foner, Eric. (1989) Reconstruction: America's Unfinished Revolution, 1863–1877, New York: Perennial Library p. 550
5. ↑  (Lane 2008)
6. ↑  William Briggs and Jon Krakauer (August 28, 2020). "The Massacre That Emboldened White Supremacists". {{cite journal}}: Cite journal requires |journal= (help)